# Clematis taeguensis
Clematis taeguensis là một loài thực vật có hoa trong họ Mao lương. Loài này được Y.N.Lee mô tả khoa học đầu tiên năm 1982.